# Nuno Bettencourt
Nuno Duarte Gil Mendes Bettencourt (* 20. září 1966, Praia da Vitória, Terceira, Azory, Portugalsko) je americký kytarista, zpěvák, skladatel a producent portugalského původu. Jeho hudební kariéra je spojena především s bostonskou hard rockovou kapelou Extreme, kde působí jako hlavní kytarista a zpěvák.

## Život

### Mládí a hudební začátky
Narodil se 20. září 1966 ve městě Praia da Vitória na azorském ostrově Terceira, rodičům portugalského původu, Ezequielovi Mendesovi Bettencourtovi a jeho ženě Aureolině da Cunha Gil de Ávila. Vyrůstal spolu s devíti sourozenci, nejvíce si rozuměl s bratry Robertem a Luísem. Když mu byly čtyři roky, rodina se přestěhovala do Bostonu ve státě Massachusetts ve Spojených státech amerických.
Zpočátku neprojevoval o hudbu žádný velký zájem, věnoval se především sportu. Když ho jeho bratr Luís začal učit hře na kytaru, zjistil, že bude lépe, když se to naučí sám. Cvičil tak pilně, že kvůli tomu přestal sportovat a přerušil i studia na střední škole. Jeho velkými vzory se stali hudebníci Jimmy Page, Brian May a nejvíce Eddie Van Halen.
Jeho první hudební vystoupení jsou spojena se skupinami Overseas, Myth, Viking, Ruin a Sinful. Větší hudební úspěchy se dostavily, když byl v roce 1985 přijat jako hlavní kytarista a zpěvák do skupiny Extreme (dříve The Dream)
. Skupinu Extreme proslavila akustická balada More Than Words a skladba Hole Hearted z roku 1990, které se hned po svém vzniku staly hity a v roce 1991 se umístily na 1. a 4. příčce americké hitparády Billboard Hot 100. V první z nich Nuno Bettencourt doprovodil hrou na kytaru a zpěvem dalšího člena skupiny Extreme, zpěváka Garyho Cheroneho. Videoklip k baladě More Than Words je stále v repertoáru televizních hudebních stanic. Je to i díky režii Jonathana Daytona a Valerie Farisové, vycházející z charakteru skladby, která je jemnou parodií na sladkobolné písně o lásce. Přesto byl videoklip More Than Words, později mnohokrát parodován jinými zpěváky.
Nuno Bettencourt si v roce 2009 zahrál a zazpíval ve videoklipu Best Night Ever, který je parodií More Than Words a který se objevil i v jedné epizodě komediálního seriálu How I Met Your Mother (Jak jsem poznal vaši matku).

### Soukromý život
Po krátkých vztazích se zpěvačkami Martikou a Christinou Applegate se Nuno Bettencourt v roce 1994 oženil na azorském ostrově São Miguel se Suze DeMarchi, vokalistkou australské skupiny Baby Animals. V manželství se jim narodily dvě děti, dcera Bebe Orleans (* 1996) a syn Lorenzo Aureolino (* 2002). Od roku 2009 žili manželé odděleně, v roce 2013 se rozvedli.

### Hudební kariéra
V roce 1995 se členové skupiny Extreme rozešli. V roce 1996 se Bettencourtovým narodilo první dítě a Nuno se, kromě své rodiny, věnoval vlastním hudebním projektům. Založil skupinu Nuno složenou ze členů rodiny a v roce 1997 vydal album Schizophonic. Podílel se také na hudební kariéře své ženy Suze DeMarchi a její skupiny Baby Animals. Spolupracoval i na jejím sólovém debutu Telelove a to jak po hudební a textové stránce, tak také jako producent.
Postupně založil další skupiny, funky trio Mourning Widows, kvartet Population 1 a skupiny DramaGods a Satellite Party. Při realizaci nahrávek alb s těmito skupinami i s jinými hudebníky a zpěváky, spolupracoval se známými značkami hudebních vydavatelství: A&M Records, EMI, Columbia Records, Capitol Records, Mercury Records, Polydor Records, Fontana Records a dalšími.

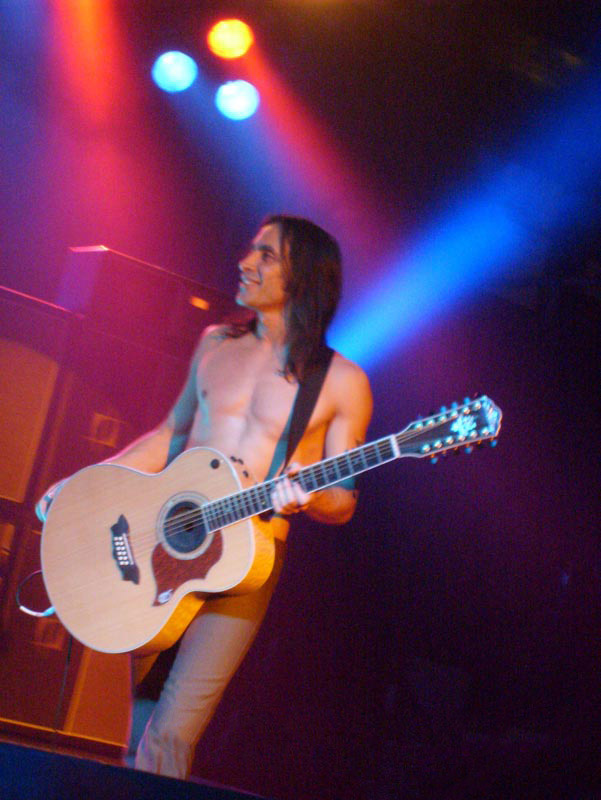
Nuno Bettencourt při vystoupení se skupinou Extreme v roce 2008

V roce 2007 skupina Extreme obnovila svoji činnost v původní sestavě (s výjimkou Paula Gearyho), v roce 2008 vydala album Saudades de Rock a vydala se na koncertní turné. V roce 2009, po dřívější úspěšné spolupráci se zpěvačkou Rihannou, ji Nuno Bettencourt doprovodil na jejím turné Last Girl on Earth World Tour a stal se jejím doprovodným kytaristou a zpěvákem i na jejích dalších světových turné v roce 2010/2011 (Loud), 2012 (777) a 2013 (Diamonds World). Mimoto dále koncertuje po celém světě s obnovenou skupinou Extreme.
Nuno Bettencourt je považován za multiinstrumentalistu. Kromě kytary (akustické i elektrické) hraje na basovou kytaru, syntezátor, varhany, klavír, violoncello a bicí. Nejčastěji vystupuje s masivními elektrickými kytarami Washburn. Jeho vliv na světovou kytarovou scénu je patrný z toho, že firma Washburn vyrábí podle jeho připomínek a doporučení celou sérii elektrických kytar označenou písmenem N.

## Dílo

### Discografie (výběr)

#### Extreme
- Extreme (1989)
- Pornograffitti (1990)
- III Sides to Every Story (1992)
- Waiting for the Punchline (1995)
- Saudades de Rock (2008)
- Take Us Alive-Boston 2009 (2010)
- Six (2023)

#### Jim Gilmore
- Putting Back The Rock (1990)

#### Janet Jacksonová
- Black Cat (1990)

#### Dweezil Zappa
- Confessions (1991)

#### Robert Palmer
- Honey (1994)

#### Nuno
- Schizophonic (1997)

#### Suze DeMarchi
- Telelove (1999)

#### Mourning Widows
- Mourning Widows (1998)
- Furnished Souls For Rent (2000)

#### Population 1
- Population 1 (2002)
- Sessions From Room 4 EP (2004)

#### DramaGods
- Love (2005)

#### Satellite Party
- Ultra Payloaded (2007)

#### Rihanna
- Loud (2010)
- Talk That Talk

#### Anthologie
- Guitars That Rule the World Vol.1 (1992)

### Filmy
- 1999 Just a Little Harmless Sex
- 2012 Rock of Ages (rocker)